# Werner Tietz
Werner Tietz es un ingeniero alemán especializado en automoción. Es vicepresidente ejecutivo de Investigación y Desarrollo de SEAT desde el 1 de julio de 2020. Es Doctor en Ingeniería por la Universidad RWTH de Aquisgrán (Alemania) y cuenta con una amplia trayectoria en el Grupo Volkswagen, al que se incorporó en 1994.

## Carrera Profesional
Tras estudiar ingeniería en la Universidad Técnica de Aquisgrán (Alemania) comenzó su carrera profesional en dicha universidad, trabajando en diversos proyectos de investigación relacionados con el procesamiento de materiales plásticos.
En 1994, dio el salto al sector de la automoción de la mano del Grupo Volkswagen. Dentro del grupo, ejerció como responsable del desarrollo del interior de los modelos de Audi. En 2011, se trasladó a Porsche como responsable del desarrollo de la carrocería y del interior de todos sus modelos, participando también en el desarrollo conceptual o ‘concept’ del modelo eléctrico Taycan y en la introducción de materiales novedosos para varios modelos.
Desde 2018, y antes de incorporarse a SEAT, Tietz fue miembro del comité ejecutivo de Bentley con responsabilidad en Desarrollo, donde se encargó de crear una nueva estrategia de desarrollo y de sentar las bases de la electrificación de la compañía.
Como vicepresidente ejecutivo de I+D, Werner Tietz lidera los proyectos de innovación de SEAT, centrando su trabajo en la transición hacia la movilidad eléctrica y en los avances tecnológicos para una conducción más eficiente y segura. Además, supervisa las áreas de Diseño (donde se conceptualizan los vehículos de SEAT y Cupra) y el Centro Técnico de SEAT, donde los ingenieros desarrollan la innovación para los coches y las soluciones de movilidad del futuro.